# Paul Bervoets
Paul (Pol) Bervoets (Antwerpen, 3 oktober 1931 - aldaar, 31 januari 2002) was een Belgische kunstschilder.

## Levensloop
Paul werd geboren als zoon van de Antwerpse kunstenaar Leo Bervoets. Zoals zijn vader, zag ook hij zijn toekomst in de schilderkunst.
Bervoets studeerde aan de Koninklijke Academie voor Schone Kunsten van Antwerpen (1946-1952) waar hem in 1951 de Prijs van de “Club der XII” werd toegekend. Daarna volgde het Nationaal Hoger Instituut (1954-1956).
In de periode 1952-1954 nam hij deel aan een Werkacademie te Kassel en in 1956 ondernam hij een studiereis naar Spanje.
Hij was een van de stichtende leden van de vzw ‘G-58 Hessenhuis’ samen met onder meer André Bogaert, Paul Ausloos, Jan Dries, Vic Gentils, Pol Mara en Paul Van Hoeydonck. Zijn betrokkenheid bij de groep is echter kort, al blijft hij met sommige leden van G-58 contact houden.
Paul Piron ziet een verwantschap in stijl en expressiviteit van Paul Bervoets’ werk met dat van de Oostenrijkse kunstenaar Oskar Kokoschka.
Bervoets stelde niet vaak zijn werken tentoon. Over twee tentoonstellingen in galerij Réveil in Maastricht, in 1972 en 1974, verschenen lovende artikels in de krant De Limburger. In 1985 organiseerde de stad Antwerpen de huldetentoonstelling ‘G 58 – 85’ in het Hessenhuis.
Hij bleef, zij het in de luwte van het kunstgebeuren, gedreven verder werken tot aan zijn overlijden in januari 2002.